# Fokker D.VIII
A Fokker D.VIII repülőgépet az első világháborúban használták. Csak a háború legvégén került ki a frontra, ezért mindössze néhányszor tíz darab vett részt a harcokban. Jó adottságú vadászgép volt. Elrendezése: felsőszárnyas.

## Műszaki adatok (D.VIII)

### Geometriai méretek és tömegadatok
- Hossz: 5,86 m
- Fesztávolság: 8,34 m
- Magasság: 2,6 m
- Szárnyfelület: 10,7 m²
- Üres tömeg: 405 kg
- Maximális felszálló tömeg: 605 kg

### Hajtóművek
- Hajtóművek száma: 1 darab
- Típusa: Oberursel UR.II kilenchengeres, vízhűtéses dugattyús motor
- Teljesítmény: 82 kW (110 LE)

### Repülési adatok
- Legnagyobb sebesség: 204 km/h
- Szolgálati csúcsmagasság: 6000 m
- Emelkedőképesség: 8,333 m/s
- Repülési időtartam: 1 óra 30 perc

### Fegyverzet
- két darab 7,92 mm űrméretű Maschinengewehr 08 géppuska